# Viaduc de la vallée de l'Ouse
Le viaduc de la vallée de l'Ouse ou viaduc de Balcombe (en anglais Ouse Valley Viaduct et Balcombe Viaduct) est un pont ferroviaire sur la ligne de chemin de fer Londres-Victoria à Brighton (en) qui franchit la rivière Ouse au nord de Haywards Heath. Sa portée est de 450 mètres, sa hauteur maximale de 29 mètres et il comporte 37 arcs en plein-cintre ; les piles sont elles-mêmes ajourées de voûtes en plein-cintre.

## Histoire
L'ouvrage d'art a été conçu par John Urpeth Rastrick (en) en collaboration avec David Mocatta, l'architecte de la ligne Londres-Brighton. Construit de 1841 à 1842, il a nécessité l'acheminement de onze millions de briques depuis la Hollande, approvisionnement qui fut assuré par des bateaux remontant le cours de l'Ouse (via Newhaven et Lewes). Cet ouvrage d'art, restauré en 1996, est monument classé de grade II au Royaume-Uni.
Le viaduc est toujours en exploitation, avec près de 110 trains par jour desservant le Sussex de l'Ouest vers Londres, Bedford et Manchester.

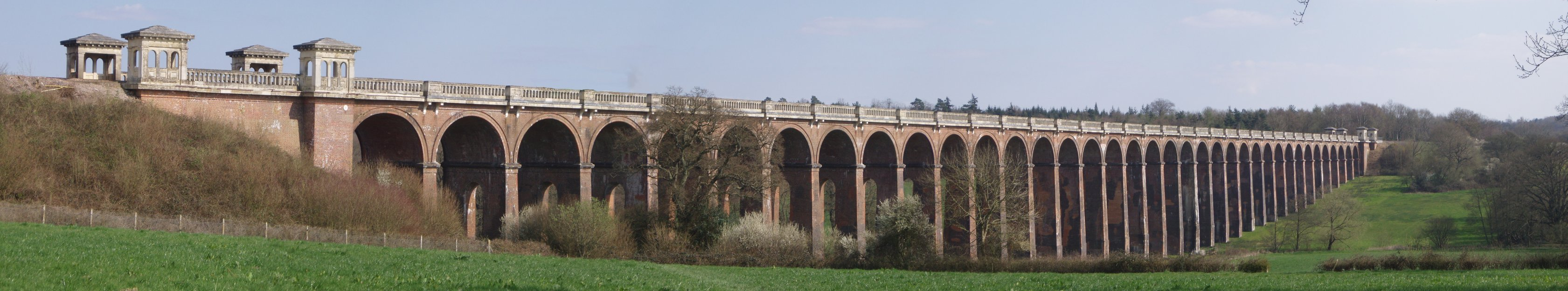
Vue d'ensemble du viaduc, en regardant vers le sud-est.

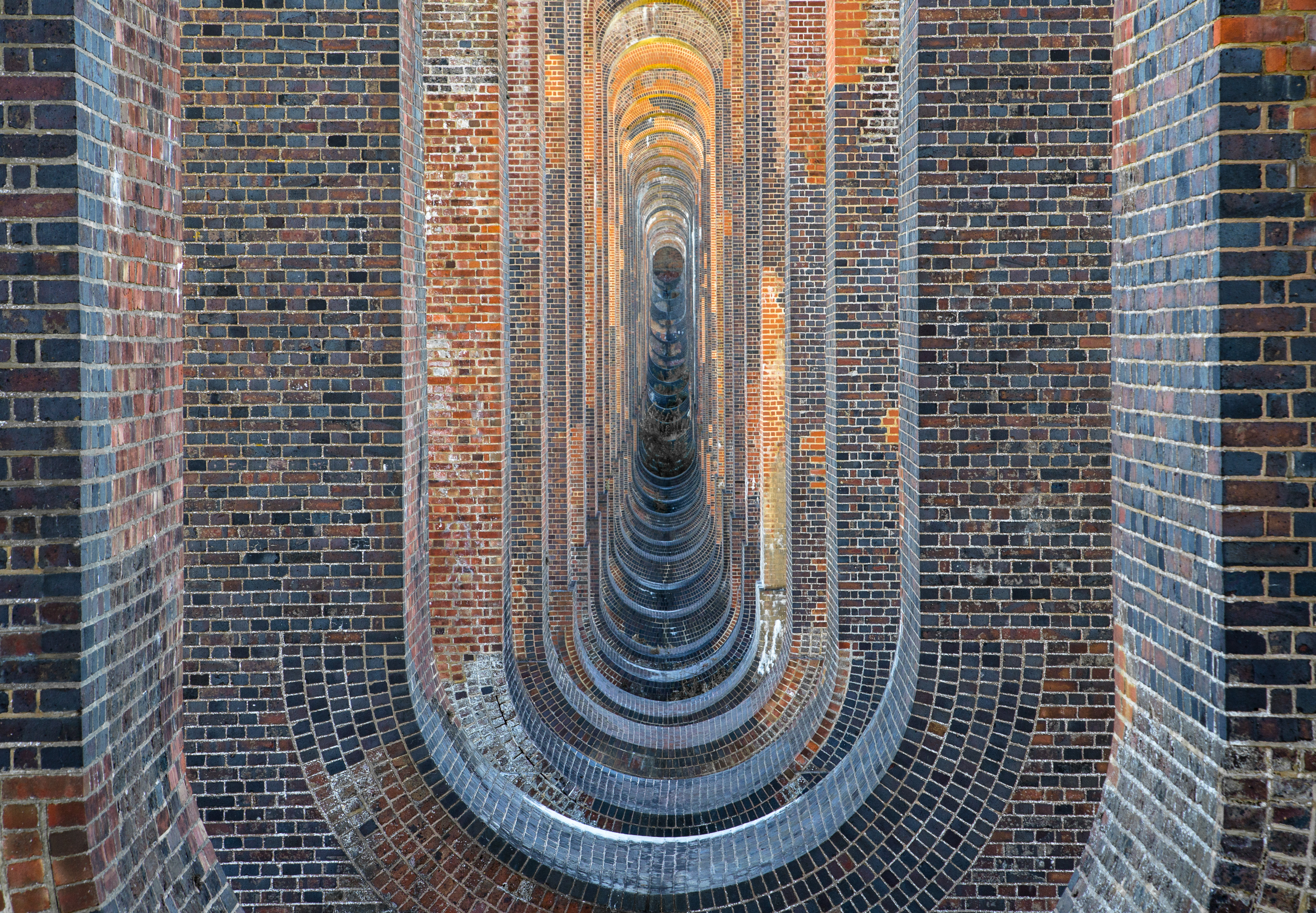
Les piles ajourées vues en enfilade.